# Marta Ortega Gallego
Marta Ortega Gallego (Madrid, 14 de febrero de 1997), más conocida como Martita Ortega, es una jugadora profesional de pádel española que ocupa la 7.ª posición del ranking de Premier Padel. Juega en el drive junto a Sofia Araujo desde el 2024.
Su mayor logro ha sido convertirse en la número 1 del mundo en el ranking de WPT en 2019, siendo la jugadora más joven en conseguir ese puesto con tan sólo 22 años. Además, fue nombrada mejor jugadora de 2019 en los premios Padel Awards. También consiguió su máximo de títulos ganados en un año, 7 títulos (5 Open y 2 Master). De esos títulos fue nombrada 3 veces como jugadora MVP de la final. Más allá del pádel, en 2021 se graduó en la carrera de medicina. Este hecho es el que hace que se le conociera como La Doctora de World Padel Tour.

## Carrera deportiva
Antes de ser profesional en el World Padel Tour jugaba junto a Ariana Sánchez en torneos amateurs.
En el World Padel Tour comenzó a jugar junto a Lucía Sainz primero, y también en algún campeonato con Carolina Navarro.
En 2016, Alba Galán se convirtió en su nueva pareja, hasta que en verano de ese mismo año comenzase a jugar de nuevo con Ariana Sánchez.
En 2017 lograron sus primeros grandes resultados juntas al ganar el Open de Cantabria de 2017, el primer torneo de la temporada, al vencer en la final a Elisabeth Amatriaín y Patricia Llaguno por 6-4 y 7-6 en la final.
Durante la temporada fueron una de las parejas más duras de vencer del circuito, pero no consiguieron volver a pisar una final hasta el Master Final, donde cayeron derrotadas ante Mapi y Majo Sánchez Alayeto por 7-5 y 7-5.
En 2018 continuaron como pareja, siendo asiduas en semifinales durante la temporada, cayendo en siete semifinales durante la misma. Alcanzaron la final en el Master de Valencia y en el Granada Open, cayendo derrotadas en ambas finales.
A final de temporada se separaron como pareja, convirtiéndose Marta Marrero en su nueva compañera deportiva para el 2019.
Durante la temporada 2019 compitió junto con Marta Marrero logrando ganar en siete torneos del World Padel Tour, convirtiéndose en las número 1 de la temporada, siendo, además, la número 1 más joven en toda la historia.
Al finalizar la temporada anunciaron su separación, y en 2020 su pareja será Bea González.
Empezó 2021 compitiendo junto con Marta Marrero, pero a mediados de este, volvería a unirse a Bea González nuevamente y tras haber logrado posicionarse terceras en el ranking de World Padel Tour 2023, Marta Ortega cambia de pareja para el 2023 pasando a ser su nueva pareja de pista la portuguesa Sofía Araujo. Juntas apenas duraron dos meses, pues Martita recibió la llamada de Gemma Triay, quien estaba buscando compañera provisional tras la lesión de Alejandra Salazar. Finalmente, y a pesar de la vuelta de Salazar, decidieron seguir juntas y acabar la temporada 2023.
Sin embargo, poco antes de disputar en primer torneo de la temporada 2024 anunciaron que sería el último juntas, ya que separaban sus caminos profesionales al no encontrar buenas sensaciones en pista en pretemporada. De esta forma, Martita eligió a Verónica Virseda como su nueva compañera para 2024.

## Palmarés

### World Padel Tour
World Padel Tour 2017
- Open de Santander, junto a Ariana Sánchez.

World Padel Tour 2019
- Master de Marbella, junto a Marta Marrero.
- Open de Logroño, junto a Marta Marrero.
- Open de Vigo, junto a Marta Marrero.
- Open de Suecia, junto a Marta Marrero.
- Open de Valencia, junto a Marta Marrero.
- Portugal Master, junto a Marta Marrero.
- Córdoba Open, junto a Marta Marrero.

World Padel Tour 2020
- Vuelve a Madrid Open, junto a Bea González

World Padel Tour 2022
- Getafe Challenger, junto a Bea González
- Albacete Challenger, junto a Bea González
- Copenhague Open , junto a Bea González
- Amsterdam Open, junto a Bea González

Premier Padel 2023
- Italy Major, junto a Gemma Triay.

#### Premier Padel 2024
- Génova P2, junto a Sofia Araujo.
- New Giza P2, junto a Sofia Araujo.

### Otros torneos
- Campeonato Mundial de Pádel de 2021
- Campeonato Mundial de Pádel de 2022